# Бомхардт, Триша
Патри́ша Иле́йн «Три́ша» Бо́мхардт (англ. Patricia Elaine "Tricia" Baumhardt) — американская певица, сценарист, режиссёр и продюсер. Солистка группы «Superchick» с 1999 года.

## Биография
С 1999 Триша — участница музыкальной поп-рок группы «Superchick».
С 17 августа 2008 года Триша замужем за Николасом Эндрю Бомхардом. После замужества сменила свою девичью фамилию Брок на фамилию мужа Бомхарт и выступать так же стала под новой фамилией. У супругов есть дочь — Ава Роуз Бомхардт (род.05.04.2012).

## Дискография
| 2011 | The Road - Format: CD, digital download | 29 | 33 |